# Аккольський сільський округ (Балхаський район)
Акко́льський сільський округ (каз. Ақкөл ауылдық округі, рос. Аккольский сельский округ) — адміністративна одиниця у складі Балхаського району Алматинської області Казахстану. Адміністративний центр — село Акколь.
Населення — 1088 осіб (2021; 1261 у 2009, 1336 у 1999, 1952 у 1989).
Станом на 1989 рік існувала Аккольська сільська рада (села Акколь, Кокжиде).

## Склад
До складу округу входять такі населені пункти:
| Населений пункт    | Стара назва | Населення, осіб (1989) | Населення, осіб (1999) | Населення, осіб (2009) | Населення, осіб (2021) |
| ------------------ | ----------- | ---------------------- | ---------------------- | ---------------------- | ---------------------- |
| Акколь, село       | -           | 1155                   | 759                    | 583                    | 513                    |
| --Водомір          | -           | -                      | -                      | -                      | 6                      |
| --Рибний пункт-6   | -           | -                      | -                      | -                      | 13                     |
| --Казторг          | -           | -                      | -                      | -                      | 7                      |
| Кокжиде, село      | -           | 797                    | 577                    | 678                    | 534                    |
| --Асембайбаз, село | -           | -                      | -                      | -                      | 8                      |
| --Єгер, село       | -           | -                      | -                      | -                      | 7                      |